# Grapette
Grapette é a marca de um refrigerante com sabor de uva/framboesa pertencente à "The Grapette Company".

## História
- 1930 – A fórmula do Grapette foi elaborada em 1930 pelo químico norte-americano Benjamin Tyndle Fooks, que elaborou um refrigerante gasoso com sabor de uva.
- 1939 – A marca é registrada e o direito autoral do Grapette passa a ser da “Sunset Liquor Company”.[1]
- 1940 – O refrigerante é nomeado oficialmente como Grapette.[1]
- 1942 – Um magnata do petróleo adquire o direito de comercializar o Grapette fora dos Estados Unidos. Neste ano, a América Latina começa a conhecer o refrigerante de uva.[1]
- 1947 – É lançada a Orangette, com sabor de laranja.[1]
- 1962 – É criada a “Grapette International, Inc.” para lidar com a franchising e as vendas da marca no exterior.[1]
- 1965 – É criada uma linha com 5 sabores concentrados e congelados para re-venda, incluindo o Grapette.[2]
- 1970 – A Companhia Grapette é vendida.[2]
- 1977 – O refrigerante Grapette é comercializado em áreas limitadas, sendo quase extinto.[1]
- 1998 – O cartaz da Grapette Diet, criado por uma empresa brasileira ganha o prêmio London International Advertiging Awards.[3]
- 2000 – A “Grapette International, Inc.” re-adquire a marca de refrigerante Grapette.[2]

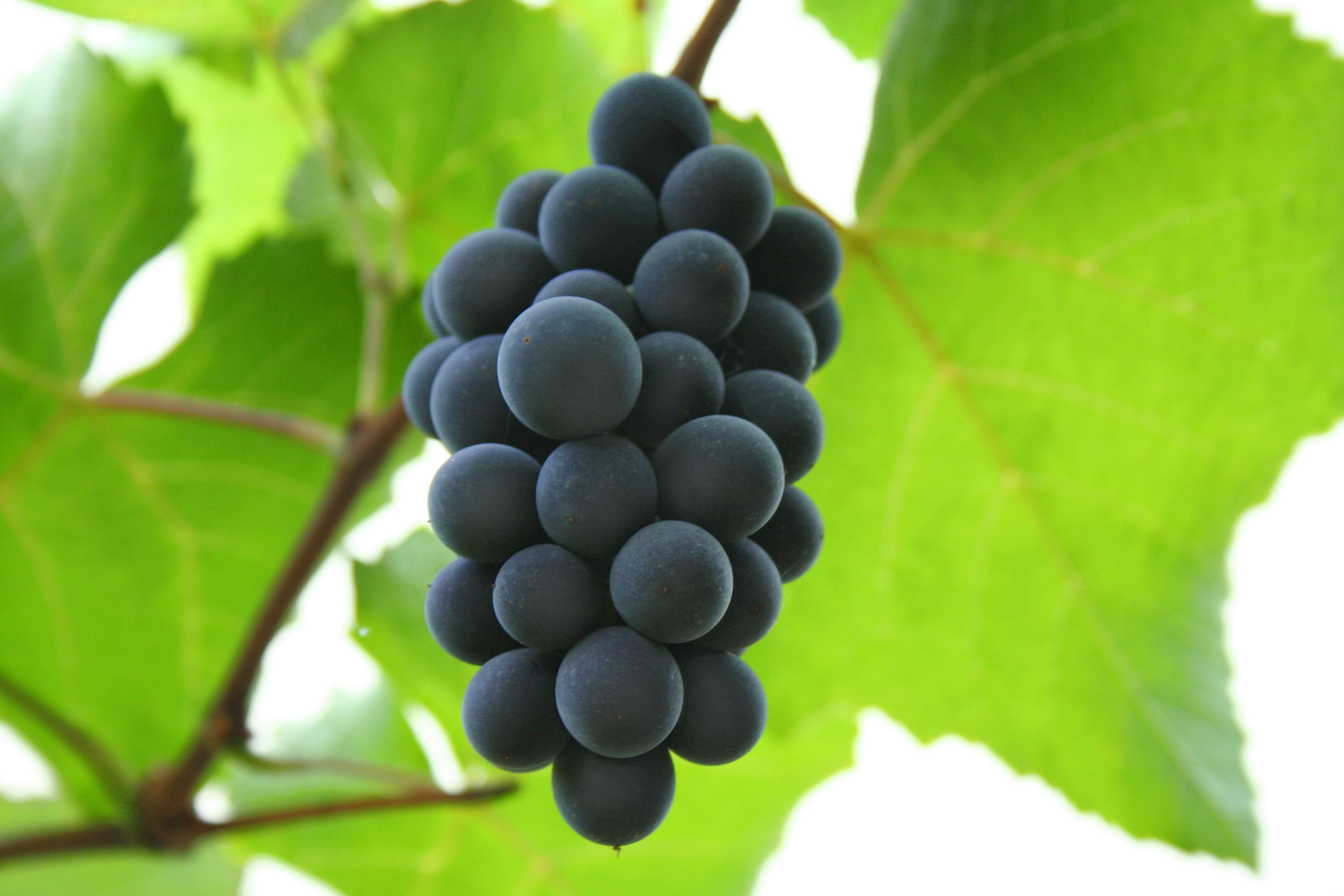

## A história no Brasil
- 1948 – O refrigerante Grapette foi lançado no Brasil em 1948 pela então companhia de Refrigerantes Guanabara[4], tornando-se o primeiro refrigerante com sabor de uva do país.[3]
- 1953 – É construída uma fábrica em Santo Ângelo, no Rio Grande do Sul, que passa a fabricar o refrigerante Grapette e laranjinha, posteriormente a fábrica descontinuou a produção, dando lugar à Fanta Uva e Laranja.[5]  A empresa Dore passa a fabricar e distribuir o refrigerante em João Pessoa, Natal e no interior dos dois Estados.[6]
- 1961 – O grupo Anderson Clayton & Co fundam a GRAPETTE S/A, em São Paulo.[7]
- 1963 – O slogan "Quem bebe Grapette repete" começa a ser veiculado no país.[3] A fábrica em Santo Ângelo, no Rio Grande do Sul deixa de fabricar o Grapette, dando lugar à Fanta Uva e Laranja.[8]
- 1973 – A empresa "Saborama Sabores e Concentrados Ltda." passa a ser detentora da marca e formulação do refrigerante em todo o território nacional.[9]
- 1983 –  A banda Blitz, lança a música Betty Frígida, sucesso na época e que faz referência ao refrigerante: (Hey Betty! Vamos tomar um Grapette?)[3]
- 1989 – A empresa de refrigerantes Pakera compra 50% da marca no país.[3][4][10]
- 1998 – O cartaz "Canudo", criado pela Artplan para Refrigerantes Pakera / Grapette Diet,  ganha o prêmio bronze no “IV Prêmio Promoção Rio”.[3][11]
- 1999 – Em São Paulo, o mesmo cartaz do Grapette Diet ganha o prêmio “Anuário de Criação de São Paulo.[3]
- 2008 – A empresa Riogran consegue exclusividade para revender no estado do Rio Grande do Sul, Paraná e Santa Catarina o Grapette.[12]
- 2015 – A empresa Dydyo Refrigerantes detém direito para engarrafamento de Grapette em todo o estado de Rondônia.

| Informação nutricional de Grapette Porção de: 200 ml (1 copo) | Informação nutricional de Grapette Porção de: 200 ml (1 copo) | Informação nutricional de Grapette Porção de: 200 ml (1 copo) |
| Quantidade por porção                                         | VD%                                                           |                                                               |
| Valor energético                                              | 96 kcal                                                       | 5                                                             |
| ------------------------------------------------------------- | ------------------------------------------------------------- | ------------------------------------------------------------- |

## Ingredientes
O refrigerante Grapette normal possui como ingrediente água gaseificada, açúcar, conservador Benzoato de sódio (INS 211) e sorbato de potássio (INS 202), acidulante ácido cítrico (INS 330), suco concentrado de uva, aroma artificial de uva, corantes artificial amaranto bordeaux (INS 123) e azul brilhante FCF (INS 133) e amarelo tartrazina (INS 102) e sequestrante EDTA (INS 385).

## Variantes da Marca
No Brasil, o refrigerante é comercializado nas seguintes variantes:
- Grapette uva.
- Grapette uva light.
- Grapette framboesa.
- Grapette framboesa diet.
- Grapette uva verde.